# رئوس مطالب امنیت رایانه
امنیت رایانه معمولاً به عنوان امنیت اعمال شده برای دستگاه‌های محاسباتی مانند رایانه‌ها و تلفن‌های هوشمند و همچنین شبکه‌های رایانه ای مانند شبکه‌های خصوصی و عمومی، از جمله کل اینترنت، شناخته می‌شود. این زمینه تمام فرایندها و مکانیسم‌هایی را پوشش می‌دهد که به وسیله آنها تجهیزات، اطلاعات و خدمات دیجیتال در برابر دسترسی غیرمجاز، تغییر یا تخریب ناخواسته یا غیرمجاز محافظت می‌شود و در راستای افزایش اتکا به سیستم‌های رایانه ای در سراسر جهان، از اهمیت رو به رشدی برخوردار است. امنیت رایانه شامل اقداماتی است که برای اطمینان از یکپارچگی فایل‌های ذخیره‌شده در رایانه یا سرور و همچنین اقداماتی برای جلوگیری از دسترسی غیرمجاز به داده‌های ذخیره‌شده، از طریق ایمن‌سازی محیط فیزیکی تجهیزات رایانه، تأیید اعتبار کاربران یا حساب‌های رایانه‌ای که به داده‌ها دسترسی دارند، انجام می‌شود. از همین روی این راهبرد به عنوان راهبرد کلی امنیت در رایانه مطرح می‌شود.

## اصل امنیت کامپیوتر
امنیت رایانه را می‌توان به‌طور کلی به صورت موارد زیر توصیف کرد:
- شاخه ای از امنیت
- امنیت شبکه
- امنیت برنامه

## حوزه‌های امنیت کامپیوتر
- کنترل دسترسی – محدودیت انتخابی دسترسی به یک مکان یا منابع دیگر. عمل دسترسی ممکن است به معنای مصرف، ورود یا استفاده باشد. اجازه دسترسی به یک منبع را مجوز می‌گویند.

- کنترل دسترسی به رایانه – شامل مجوز، احراز هویت، تأیید دسترسی و ممیزی است.

احراز هویت
- احراز هویت مبتنی بر دانش

- احراز هویت یکپارچه ویندوز

- گذرواژه

- پارامتر طول رمز عبور
- احراز هویت امن با رمز عبور

- پوسته امن
- کربروس - پروتکل احراز هویت رایانه‌ای
- SPNEGO
- NTLMSSP
- AEGIS SecureConnect
- TACACS

- امنیت سایبری و اقدام متقابل
- اثر انگشت دستگاه
  - امنیت فیزیکی
- امنیت داده‌ها – محافظت از داده‌ها، مانند پایگاه داده، در برابر نیروهای مخرب و اقدامات ناخواسته کاربران غیرمجاز.[۲]
- حریم خصوصی اطلاعات
  - حریم خصوصی اینترنت
- امنیت موبایل
- امنیت شبکه
  - جعبه ابزار امنیت شبکه
  - امنیت اینترنت
- امنیت وب جهانی

## تهدیدات امنیتی کامپیوتر
مهندسی اجتماعی یک روش متداول حمله است و می‌تواند به شکل فیشینگ یا فیشینگ نیزه‌ای در دنیای شرکت‌ها یا دولتی و همچنین وب‌سایت‌های تقلبی باشد.
- به اشتراک گذاری رمز عبور و شیوه‌های رمز عبور ناامن
- مدیریت پچ ضعیف
- جرایم رایانه ای –
  - مجرمان رایانه ای –
    - هکرها
      - شکستن رمز عبور –
      - کرک نرم‌افزار –
      - فیلمنامه بچه‌ها –

    - لیست مجرمان رایانه ای –

  - سرقت هویت –
- خرابی کامپیوتر –
  - خرابی و آسیب‌پذیری سیستم عامل
  - خرابی هارد دیسک
- نظارت بر کامپیوتر و شبکه –
  - حمله مرد میانی
  - از دست دادن ناشناس بودن
    - کوکی HTTP
      - شی مشترک محلی
      - باگ وب

    - نرم‌افزارهای جاسوسی
      - ابزارهای تبلیغاتی مزاحم

  - جاسوسی سایبری
    - شنود رایانه و شبکه
      - رهگیری قانونی
      - رانندگی جنگ
      - تحلیلگر بسته
- جنگ سایبری –
- اکسپلویت
  - تروجان
  - ویروس کامپیوتری
  - کرم کامپیوتری
  - حمله انکار سرویس
    - حمله انکار سرویس توزیع شده (DDoS) – حمله DoS توسط دو یا چند نفر ارسال می‌شود.
- ابزار هک
- بدافزار
  - ویروس کامپیوتری
  - کرم کامپیوتری
  - کی‌لاگر – برنامه‌ای است که با زدن کلید ثبت‌نام می‌کند، که عمل ضبط (یا ثبت) کلیدهای زده‌شده روی صفحه‌کلید است، معمولاً به صورت مخفیانه به طوری که شخصی که از صفحه‌کلید استفاده می‌کند از نظارت بر اعمال خود بی‌اطلاع است.[۳]
  - روت‌کیت – نوع نرم‌افزار مخفی، معمولاً مخرب، طراحی شده برای پنهان کردن وجود فرایندها یا برنامه‌های خاص از روش‌های عادی تشخیص و فعال کردن دسترسی ممتاز مداوم به رایانه.[۴]
  - نرم‌افزارهای جاسوسی
  - تروجان
- از دست دادن داده –
  - حذف فایل –
  - نرم‌افزار پیشگیری از از دست دادن اطلاعات
- بلایای طبیعی
- Payload - کد مخربی است که به یک رایانه آسیب‌پذیر تحویل داده می‌شود، که اغلب به عنوان چیز دیگری پنهان می‌شود
- از دست دادن فیزیکی
  - دزدی فیزیکی
    - دزدی لپ تاپ
- آسیب‌پذیری‌ها
  - آسیب‌پذیری قابل بهره‌برداری – آسیب‌پذیری که یک اکسپلویت برای آن وجود دارد
  - پورت باز
  - اشکال امنیتی
- حمله روز صفر
- هکرها

## تدابیر دفاعی و امنیتی کامپیوتری
- سیستم‌های کنترل دسترسی
- احراز هویت
  - احراز هویت چند عاملی
- مجوز
- فایروال و امنیت اینترنت
- دیواره آتش
  - سوراخ سوراخ فایروال
    - سوراخ کردن NAT
      - مشت زدن سوراخ تی سی پی
      - مشت به حفره یودی‌پی
      - پانچ سوراخ ICMP

  - فایروال نسل بعدی
  - فایروال مجازی
  - فایروال دولتی
  - کنترل دسترسی مبتنی بر زمینه
  - دو خانه
  - آی‌پی‌فیلتر
  - زون‌آلارم
  - قابلیت‌های فایروال لینوکس
    - دبیان
      - ویاتا
        - VyOS

    - پروژه روتر BSD
    - فری‌بی‌اس‌دی
      - مونوال
      - آی پی فایروال
      - OPNsense
      - پی‌اف‌سنس
- سیستم تشخیص نفوذ
- سیستم پیشگیری از نفوذ
- دروازه امن موبایل

### کنترل دسترسی
کنترل دسترسی – محدودیت انتخابی دسترسی به یک مکان یا منابع دیگر
- کنترل دسترسی به رایانه
  - مجوز
  - احراز هویت
    - حساب کاربری
    - رمز عبور

  - تأیید دسترسی (کنترل دسترسی به کامپیوتر) –
  - حسابرسی –
- امنیت فیزیکی
- . نمونه‌هایی از اجزای سیستم امنیت فیزیکی عبارتند از:
  - قفل‌ها
    - قفل کامپیوتر –

  - آلارم‌های امنیتی –
  - موانع امنیتی
  - نگهبانان –
  - نرم‌افزار بازیابی سرقت

### امنیت برنامه
امنیت برنامه
- نرم‌افزار آنتی‌ویروس
- کد نویسی ایمن
- امنیت بر اساس طراحی
- سیستم عامل‌های امن

### امنیت داده‌ها
امنیت داده‌ها – محافظت از داده‌ها، مانند پایگاه داده، در برابر نیروهای مخرب و اقدامات ناخواسته کاربران غیرمجاز.

### حریم خصوصی اطلاعات
- حریم خصوصی اطلاعات
  - حریم خصوصی اینترنت

### امنیت موبایل
- امنیت موبایل – امنیت مربوط به تلفن‌های هوشمند، به ویژه با توجه به اطلاعات شخصی و تجاری ذخیره شده در آنها.

### امنیت شبکه
- امنیت شبکه – مقررات و خط مشی‌هایی که توسط مدیر شبکه برای جلوگیری و نظارت بر دسترسی غیرمجاز، سوء استفاده، تغییر یا رد کردن شبکه کامپیوتری و منابع قابل دسترسی شبکه اتخاذ می‌شود. امنیت شبکه شامل مجوز دسترسی به داده‌ها در یک شبکه است که توسط مدیر شبکه کنترل می‌شود.
  - امنیت اینترنت
    - شبکه خصوصی مجازی (VPN) – یک شبکه خصوصی را در سراسر یک شبکه عمومی مانند اینترنت گسترش می‌دهد.[۵] یک VPN با ایجاد یک اتصال مجازی نقطه به نقطه از طریق استفاده از اتصالات اختصاصی، پروتکل‌های تونل مجازی یا رمزگذاری ترافیک ایجاد می‌شود.
      - IPsec
      - OpenVPN

### امنیت وب جهانی
- امنیت وب جهانی

## تاریخچه امنیت کامپیوتر
- گاهشمار تاریخچه هکرهای امنیت رایانه

## صنعت امنیت کامپیوتر

### نرم‌افزار امنیت کامپیوتر
- نرم‌افزار آنتی‌ویروس
  - لیست نرم‌افزارهای آنتی‌ویروس (و مقایسه)
- نرم‌افزار رمزگذاری
  - فهرست سیستم‌های فایل رمزنگاری
  - حریم خصوصی بسیار خوب
- دیواره آتش
  - لیست فایروال‌ها (و مقایسه)
  - لیست توزیع‌های روتر و فایروال

### آزمایشگاه‌های تست
- ای‌وی-تست –

سازمان مستقلی که نرم‌افزار آنتی‌ویروس و مجموعه امنیتی برای سیستم عامل‌های مایکروسافت ویندوز و اندروید، بر اساس معیارهای مختلف ارزیابی و رتبه‌بندی می‌کند. یک ماه در میان، محققان نتایج آزمایش خود را منتشر می‌کنند، که در آن لیست محصولاتی را که گواهینامه خود را اعطا کرده‌اند، فهرست می‌کنند. این سازمان در ماگدبورگ در آلمان مستقر است.
- آزمایشگاه‌های ICSA
- ویروس بولتن
- آزمایشگاه‌های ساحل غربی – محصولات امنیتی رایانه را با هزینه آزمایش می‌کند.[۱۰]

### شرکت‌های امنیت کامپیوتر
- مک‌آفی (اینتل سکیوریتی) – شرکت نرم‌افزاری امنیت کامپیوتر جهانی آمریکایی مستقر در سانتا کلارا، کالیفرنیا و بزرگترین شرکت اختصاصی فناوری امنیت در جهان است.[۱۱] در ۲۸ فوریه ۲۰۱۱، مک‌افی به یک شرکت تابعه کاملاً متعلق به اینتل تبدیل شد.[۱۲][۱۳]
- Secunia –

### انتشارات امنیت کامپیوتر

#### مجلات و مجلات
- ۲۶۰۰: فصلنامه هکر
- Virus Bulletin

#### کتاب‌های مربوط به امنیت کامپیوتر
- هنر فریب
- هنر نفوذ
- رمزنگاری: چگونه شورشیان کد دولت را شکست دادند - حفظ حریم خصوصی در عصر دیجیتال
- تخم فاخته: ردیابی جاسوس از طریق پیچ و خم جاسوسی کامپیوتری – کتاب ۱۹۸۹ نوشته کلیفورد استول. گزارش اول شخص از شکار هکری که به کامپیوتری در آزمایشگاه ملی لارنس برکلی نفوذ کرد.
- سایفرپانک‌ها
- فایروال و امنیت اینترنت
- سرکوب هکرها
- کتاب راهنمای هکر
- هک کردن: هنر بهره‌برداری
- خارج از دایره درونی
- زیرزمینی

##### کتاب‌های رمزنگاری
- کتابهای رمزنگاری

## انجمن امنیت سایبری

### انجمن امنیت سایبری
- انجمن امنیت سایبری بریتانیا –

### سازمان‌های امنیت رایانه

#### علمی
- CERIAS – مرکز تحقیقات و آموزش امنیت اطلاعات برای زیرساخت‌های محاسباتی و ارتباطی واقع در دانشگاه پردو.[۱۴]
- مرکز هماهنگی CERT[۱۵]
- مرکز امنیت اطلاعات فناوری جورجیا[۱۶]
- گروه برنامه‌نویسی امن دانشگاه Oulu

#### تجاری
- انجمن امنیت اطلاعات استرالیا.[۱۷]
- واحد جرایم دیجیتال مایکروسافت.[۱۸]

#### سازمان‌های دولتی
- ARNES – شبکه آکادمیک و تحقیقاتی اسلوونی
- مرکز پاسخگویی به حوادث سایبری کانادا.[۱۹]
- نیروی دفاع سایبری نروژ – شاخه ای از نیروهای مسلح نروژ که مسئول ارتباطات نظامی و جنگ سایبری تهاجمی و تدافعی در نروژ است.[۲۰]

##### سازمان‌های اجرای قانون
پلیس اینترنت
- فرماندهی سایبری نیروی هوایی (موقت).[۲۱]
- مرکز جرایم سایبری وزارت دفاع.[۲۲]
- FBI Criminal, Cyber, Response, and Services Branch – همچنین به عنوان CCRSB شناخته می‌شود.[۲۳]
- بخش سایبری FBI.[۲۴] بر روی سه اولویت اصلی تمرکز دارد: نفوذ رایانه ای، سرقت هویت و کلاهبرداری سایبری. در سال ۲۰۰۲ ایجاد شد.[۲۴]
- آژانس امنیت ملی.[۲۵]
- US-CERT[۲۶] مسئول تجزیه و تحلیل و کاهش تهدیدات سایبری، آسیب‌پذیری‌ها، انتشار اطلاعات هشدار تهدیدات سایبری و هماهنگی فعالیت‌های واکنش به حادثه است.[۲۷]
- فرماندهی سایبری ایالات متحده آمریکا.[۲۸]

#### غیرانتفاعی مستقل
- انجمن امنیت اطلاعات استرالیا
- بنیاد کارت اطلاعات
- انجمن امنیت سیستم‌های اطلاعاتی –
- انجمن بین‌المللی امنیت کامپیوتر –
- بنیاد تماشای اینترنت –
- اواسپ – پروژه امنیت نرم‌افزاری تحت وب

##### وب سایت‌های مستقل
- Attrition – وب‌سایت مرتبط با امنیت اطلاعات
- Wiretapped.net –

## افراد مؤثر در امنیت کامپیوتر
- جان مک آفی.[۲۹]
- فیل زیمرمن – خالق Pretty Good Privacy (PGP)، پرکاربردترین نرم‌افزار رمزگذاری ایمیل در جهان.[۳۰]
- راس جی اندرسون
- آنی آنتون
- آدام برگشت
- دانیل جی. برنشتاین
- استفان برندز
- ال ژان کمپ
- لوری کرانور
- سینتیا دورک -- رمزنگار تحقیقاتی مایکروسافت. از جمله دستاوردهای دیگر، مسئول فناوری پشت بیت کوین است.
- دبورا استرین
- جوآن فایگنبام
- ایان گلدبرگ
- شفیع گلدواسر
- لارنس آ. گوردون
- پیتر گاتمن
- پل کوچر
- مونیکا اس. لام -- استاد علوم کامپیوتر دانشگاه استنفورد، مدیر آزمایشگاه محاسباتی MobiSocial
- برایان لاماکیا
- کوین میتنیک
- بروس اشنایر
- آهنگ سحر
- جین اسپافورد
- موتی یونگ - رمزنگار اسرائیلی که در حال حاضر در تحقیقات گوگل مشغول به کار است.